# گیتی (آلبوم مدرن تاکینگ)
«گیتی» (به انگلیسی: Universe) آلبومی از مدرن تاکینگ است که در سال ۲۰۰۳ میلادی منتشر شد.